# Complex Esportiu Municipal Mar Bella
El Complex Esportiu Municipal Mar Bella, anteriorment denominat Pavelló de la Mar Bella, és una instal·lació multiusos situada al barri del Poblenou del Districte de Sant Martí (Barcelona). Situat davant la platja de la Mar Bella és gestionat actualment per l'empresa Consell de L'Esport Escolar de Barcelona (CEEB).
La seva principal funció és esportiva, tot i que ha estat seu de nombrosos esdeveniments culturals i trobades estudiantils i juvenils. Compta amb una pista d'atletisme, un camp de rugbi, ambdós exteriors, i una sala especialitzada en taekwondo així com diverses pistes de bàdminton i de futbol sala.

## Història
Dissenyat pels arquitectes Manuel Ruisánchez i Xavier Vendrell, va ser inaugurat el 30 d'abril de 1992 amb motiu dels Jocs Olímpics d'Estiu de 1992 celebrats a Barcelona amb el nom de Pavelló de la Mar Bella per a albergar el torneig de bàdminton, tenint el recinte una capacitat de 1.000 espectadors.